# Gyrtona transpallida
Gyrtona transpallida là một loài bướm đêm trong họ Noctuidae.